# NGC 7410
NGC 7410 (również PGC 69994) – galaktyka spiralna z poprzeczką (SBa), znajdująca się w gwiazdozbiorze Żurawia. Odkrył ją James Dunlop 14 lipca 1826 roku. Należy do galaktyk Seyferta typu 2.
W galaktyce tej zaobserwowano supernową SN 2014ba.